# 泰克斯-努瓦亚洛
泰克斯-努瓦亚洛（法語：Theix-Noyalo，法語發音：[tɛks nwajalo]）是法国莫尔比昂省的一个市镇，位于该省南部，省会瓦讷市区以东，属于瓦讷区。该市镇成立于2016年1月1日，由原市镇泰克斯（Theix）和努瓦亚洛（Noyalo）合并而成，其中泰克斯为政府驻地。

## 地理
泰克斯-努瓦亚洛（47°37'47"N, 2°39'17"W）面积52.06 平方千米，位于法国布列塔尼大區莫尔比昂省，该省份为法国西北部沿海省份，位于布列塔尼半岛南部，北起阿摩尔滨海省、西接菲尼斯泰尔省，南濒大西洋，东南接大西洋卢瓦尔省，东临伊勒-维莱讷省。
与泰克斯-努瓦亚洛接壤的市镇（或旧市镇、城区）包括：塞内、瓦讷、圣诺尔夫、特雷夫莱昂、叙尔尼亚克、洛扎克、拉特里尼泰叙聚尔、叙聚尔、勒埃佐。
泰克斯-努瓦亚洛的时区为UTC+01:00、UTC+02:00（夏令时）。

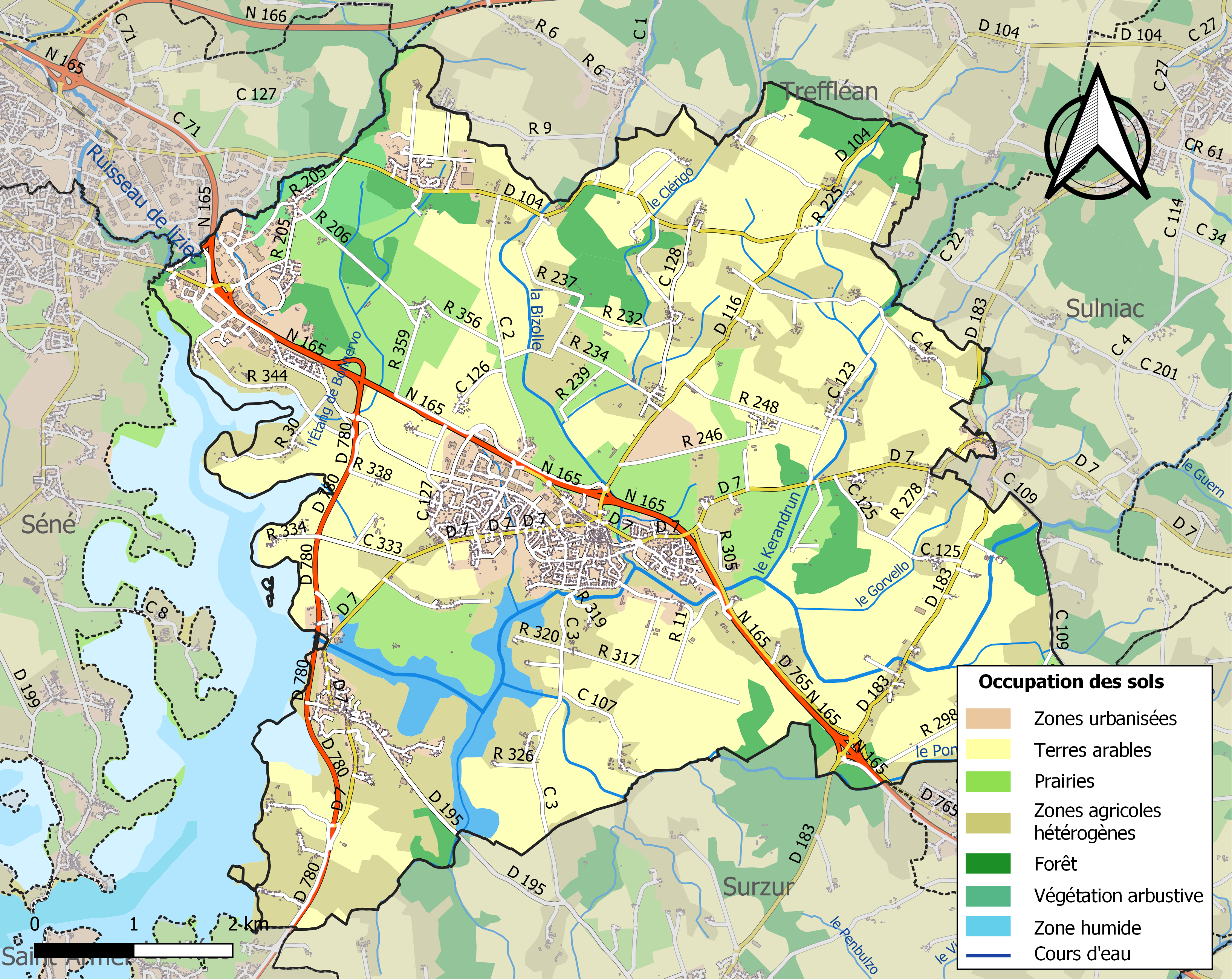
泰克斯-努瓦亚洛的OSM定位图

## 行政
泰克斯-努瓦亚洛的邮政编码为56450，INSEE市镇编码为56251。

## 政治
泰克斯-努瓦亚洛所属的省级选区为塞内县。

## 人口
泰克斯-努瓦亚洛于2022年1月1日时的人口数量为8476人。